# Campeonato de Primera División 2006-07 (Argentina)
El Campeonato de Primera División 2006-07 fue la septuagésima séptima temporada de la era profesional de la Primera División del fútbol argentino. Como en las temporadas anteriores, en el segundo semestre del primer año se disputó el Torneo Apertura 2006, y en el primer semestre del segundo año, el Torneo Clausura 2007, consagrando cada uno a su propio campeón.
Los nuevos participantes fueron los dos equipos ascendidos de la Primera B Nacional 2005-06: Godoy Cruz de Mendoza, que participó por primera vez de la competición regular, aunque ya había disputado el Campeonato Nacional en 1974; y Nueva Chicago y Belgrano, que regresaron a la categoría luego de dos y cuatro años, respectivamente.
El campeonato otorgó cinco cupos a la Copa Libertadores 2008 —dos de los cuales le correspondieron a los campeones de la temporada—, y seis a la Copa Sudamericana 2007. Se produjeron también dos descensos por el sistema de promedios a la Primera B Nacional, y se determinaron además a los dos equipos que disputaron la promoción. 

## Ascensos y descensos
| Pos.          | Equipos ascendidos de la B Nacional 2005-06 |
| ------------- | ------------------------------------------- |
| Gan. Final    | Godoy Cruz                                  |
| Gan. 2.º Asc. | Nueva Chicago                               |
| Promoción     | Belgrano                                    |

| Prom. | Equipos descendidos en la temporada 2005-06 |
| ----- | ------------------------------------------- |
| 18.º  | Olimpo                                      |
| 19.º  | Instituto                                   |
| 20.º  | Tiro Federal                                |

## Sistema de disputa
Cada fase del campeonato fue un torneo independiente, llamados respectivamente Apertura y Clausura. Se jugaron en una sola rueda de todos contra todos, siendo la segunda las revanchas de la primera, y tuvieron su propio campeón.

## Equipos
| Equipo             | Ciudad       | Estadio                                              |
| ------------------ | ------------ | ---------------------------------------------------- |
| Argentinos Juniors | Buenos Aires | Diego Armando Maradona                               |
| Arsenal            | Sarandí      | Julio Humberto Grondona                              |
| Banfield           | Banfield     | Florencio Sola                                       |
| Belgrano           | Córdoba      | Chateau Carreras Julio César Villagra                |
| Boca Juniors       | Buenos Aires | Alberto J. Armando                                   |
| Colón              | Santa Fe     | Brigadier General Estanislao López                   |
| Estudiantes        | La Plata     | Centenario Dr. José Luis Meiszner Ciudad de La Plata |
| Gimnasia y Esgrima | Jujuy        | 23 de Agosto                                         |
| Gimnasia y Esgrima | La Plata     | Juan Carmelo Zerillo Ciudad de La Plata              |
| Godoy Cruz         | Godoy Cruz   | Malvinas Argentinas                                  |
| Independiente      | Avellaneda   | Presidente Perón                                     |
| Lanús              | Lanús        | Ciudad de Lanús                                      |
| Newell's Old Boys  | Rosario      | Coloso del Parque                                    |
| Nueva Chicago      | Buenos Aires | Nueva Chicago                                        |
| Quilmes            | Quilmes      | Centenario Dr. José Luis Meiszner                    |
| Racing Club        | Avellaneda   | Presidente Perón                                     |
| River Plate        | Buenos Aires | Antonio Vespucio Liberti José Amalfitani             |
| Rosario Central    | Rosario      | Gigante de Arroyito                                  |
| San Lorenzo        | Buenos Aires | Pedro Bidegain                                       |
| Vélez Sarsfield    | Buenos Aires | José Amalfitani                                      |

### Distribución geográfica de los equipos
| Región                 | Cant. | Equipos                                                                                     |
| ---------------------- | ----- | ------------------------------------------------------------------------------------------- |
| Ciudad de Buenos Aires | 6     | Argentinos Juniors, Boca Juniors, Nueva Chicago, River Plate, San Lorenzo y Vélez Sarsfield |
| Conurbano bonaerense   | 6     | Arsenal, Banfield, Independiente, Lanús, Quilmes y Racing Club                              |
| Provincia de Santa Fe  | 3     | Colón, Newell's Old Boys y Rosario Central                                                  |
| Ciudad de La Plata     | 2     | Estudiantes y Gimnasia y Esgrima                                                            |
| Provincia de Córdoba   | 1     | Belgrano                                                                                    |
| Provincia de Jujuy     | 1     | Gimnasia y Esgrima                                                                          |
| Provincia de Mendoza   | 1     | Godoy Cruz                                                                                  |

## Torneo Apertura

### Tabla de posiciones final
| Pos. | Equipo                  | Pts. | PJ | PG | PE | PP | GF | GC | Dif. |
| ---- | ----------------------- | ---- | -- | -- | -- | -- | -- | -- | ---- |
| 1.º  | Estudiantes (LP)        | 44   | 19 | 14 | 2  | 3  | 35 | 12 | 23   |
| 2.º  | Boca Juniors            | 44   | 19 | 14 | 2  | 3  | 41 | 17 | 24   |
| 3.º  | River Plate             | 38   | 19 | 11 | 5  | 3  | 33 | 17 | 16   |
| 4.º  | Independiente           | 32   | 19 | 10 | 2  | 7  | 33 | 24 | 9    |
| 5.º  | Arsenal                 | 32   | 19 | 9  | 5  | 5  | 26 | 22 | 4    |
| 6.º  | Lanús                   | 31   | 19 | 9  | 4  | 6  | 26 | 24 | 2    |
| 7.º  | Vélez Sarsfield         | 30   | 19 | 8  | 6  | 5  | 25 | 18 | 7    |
| 8.º  | Rosario Central         | 28   | 19 | 8  | 4  | 7  | 28 | 22 | 6    |
| 9.º  | San Lorenzo             | 28   | 19 | 8  | 4  | 7  | 30 | 33 | −3   |
| 10.º | Racing Club             | 26   | 19 | 7  | 5  | 7  | 22 | 19 | 3    |
| 11.º | Gimnasia y Esgrima (J)  | 26   | 19 | 8  | 2  | 9  | 19 | 19 | 0    |
| 12.º | Belgrano                | 23   | 19 | 6  | 5  | 8  | 18 | 24 | −6   |
| 13.º | Gimnasia y Esgrima (LP) | 23   | 19 | 7  | 2  | 10 | 21 | 40 | −19  |
| 14.º | Nueva Chicago           | 22   | 19 | 6  | 4  | 9  | 20 | 32 | −12  |
| 15.º | Banfield                | 20   | 19 | 4  | 8  | 7  | 21 | 26 | −5   |
| 16.º | Argentinos Juniors      | 20   | 19 | 5  | 5  | 9  | 22 | 28 | −6   |
| 17.º | Colón                   | 18   | 19 | 5  | 3  | 11 | 20 | 34 | −14  |
| 18.º | Godoy Cruz              | 17   | 19 | 3  | 8  | 8  | 19 | 26 | −7   |
| 19.º | Newell's Old Boys       | 16   | 19 | 3  | 7  | 9  | 21 | 28 | −7   |
| 20.º | Quilmes                 | 9    | 19 | 2  | 3  | 14 | 23 | 38 | −15  |

|  | Campeón. Clasificó a la segunda fase de la Copa Libertadores 2008. |

|  |

### Desempate del primer puesto
Lo jugaron Boca Juniors y Estudiantes de La Plata, que habían finalizado el torneo empatados. 
El partido se llevó a cabo en el estadio José Amalfitani, el 13 de diciembre de 2006. El ganador fue Estudiantes, que se consagró campeón.
| Boca Juniors | 1 - 2 | Estudiantes (LP) | José Amalfitani | 13 de diciembre | 17:10 |

## Torneo Clausura

### Tabla de posiciones final
| Pos. | Equipo                  | Pts. | PJ | PG | PE | PP | GF | GC | Dif. |
| ---- | ----------------------- | ---- | -- | -- | -- | -- | -- | -- | ---- |
| 1.º  | San Lorenzo             | 45   | 19 | 14 | 3  | 2  | 34 | 17 | 17   |
| 2.º  | Boca Juniors            | 39   | 19 | 11 | 6  | 2  | 38 | 20 | 18   |
| 3.º  | Estudiantes (LP)        | 37   | 19 | 10 | 7  | 2  | 28 | 17 | 11   |
| 4.º  | River Plate             | 33   | 19 | 9  | 6  | 4  | 26 | 16 | 10   |
| 5.º  | Arsenal                 | 30   | 19 | 8  | 6  | 5  | 31 | 24 | 7    |
| 6.º  | Lanús                   | 28   | 19 | 7  | 7  | 5  | 24 | 19 | 5    |
| 7.º  | Colón                   | 28   | 19 | 7  | 7  | 5  | 28 | 24 | 4    |
| 8.º  | Argentinos Juniors      | 26   | 19 | 6  | 8  | 5  | 21 | 17 | 4    |
| 9.º  | Vélez Sarsfield         | 26   | 19 | 7  | 5  | 7  | 22 | 26 | −4   |
| 10.º | Godoy Cruz              | 25   | 19 | 7  | 4  | 8  | 24 | 22 | 2    |
| 11.º | Independiente           | 25   | 19 | 6  | 7  | 6  | 23 | 24 | −1   |
| 12.º | Rosario Central         | 24   | 19 | 7  | 3  | 9  | 17 | 21 | −4   |
| 13.º | Racing Club             | 23   | 19 | 5  | 8  | 6  | 28 | 30 | −2   |
| 14.º | Newell's Old Boys       | 22   | 19 | 6  | 4  | 9  | 21 | 30 | −9   |
| 15.º | Nueva Chicago           | 21   | 19 | 5  | 6  | 8  | 19 | 28 | −9   |
| 16.º | Banfield                | 19   | 19 | 5  | 4  | 10 | 22 | 30 | −8   |
| 17.º | Belgrano                | 18   | 19 | 4  | 6  | 9  | 24 | 27 | −3   |
| 18.º | Gimnasia y Esgrima (LP) | 17   | 19 | 4  | 5  | 10 | 19 | 28 | −9   |
| 19.º | Gimnasia y Esgrima (J)  | 17   | 19 | 4  | 5  | 10 | 11 | 22 | −11  |
| 20.º | Quilmes                 | 12   | 19 | 3  | 3  | 13 | 18 | 36 | −18  |

|  | Campeón. Clasificó a la segunda fase de la Copa Libertadores 2008. |

|  |

## Tabla de posiciones final del campeonato
Esta tabla fue utilizada como clasificatoria para la Copa Sudamericana 2007 y la Copa Libertadores 2008.

### Clasificación a la Copa Sudamericana 2007
Argentina tuvo 6 cupos en la Copa Sudamericana 2007: Boca Juniors y River Plate, como invitados de la Conmebol, y los 4 equipos mejor ubicados en esta tabla.
| Pos. | Equipo                  | Pts. | PJ | PG | PE | PP | GF | GC | Dif. |
| ---- | ----------------------- | ---- | -- | -- | -- | -- | -- | -- | ---- |
| 1.º  | Boca Juniors            | 83   | 38 | 25 | 8  | 5  | 79 | 37 | 42   |
| 2.º  | Estudiantes (LP)        | 81   | 38 | 24 | 9  | 5  | 63 | 29 | 34   |
| 3.º  | San Lorenzo             | 73   | 38 | 22 | 7  | 9  | 64 | 50 | 14   |
| 4.º  | River Plate             | 71   | 38 | 20 | 11 | 7  | 59 | 33 | 26   |
| 5.º  | Arsenal                 | 62   | 38 | 17 | 11 | 10 | 57 | 46 | 11   |
| 6.º  | Lanús                   | 59   | 38 | 16 | 11 | 11 | 50 | 43 | 7    |
| 7.º  | Independiente           | 57   | 38 | 16 | 9  | 13 | 56 | 48 | 8    |
| 8.º  | Vélez Sarsfield         | 56   | 38 | 15 | 11 | 12 | 47 | 44 | 3    |
| 9.º  | Rosario Central         | 52   | 38 | 15 | 7  | 16 | 45 | 43 | 2    |
| 10.º | Racing Club             | 49   | 38 | 12 | 13 | 13 | 50 | 49 | 1    |
| 11.º | Argentinos Juniors      | 46   | 38 | 11 | 13 | 14 | 43 | 45 | −2   |
| 12.º | Colón                   | 46   | 38 | 12 | 10 | 16 | 48 | 58 | −10  |
| 13.º | Gimnasia y Esgrima (J)  | 43   | 38 | 12 | 7  | 19 | 30 | 41 | −11  |
| 14.º | Nueva Chicago           | 43   | 38 | 11 | 10 | 17 | 39 | 60 | −21  |
| 15.º | Godoy Cruz              | 42   | 38 | 10 | 12 | 16 | 43 | 48 | −5   |
| 16.º | Belgrano                | 41   | 38 | 10 | 11 | 17 | 42 | 51 | −9   |
| 17.º | Gimnasia y Esgrima (LP) | 40   | 38 | 11 | 7  | 20 | 40 | 68 | −28  |
| 18.º | Banfield                | 39   | 38 | 9  | 12 | 17 | 43 | 56 | −13  |
| 19.º | Newell's Old Boys       | 35   | 38 | 9  | 11 | 18 | 42 | 58 | −16  |
| 20.º | Quilmes                 | 21   | 38 | 5  | 6  | 27 | 41 | 74 | −33  |

|  | Clasificados a la Copa Sudamericana 2007. |

| 1. 2. |

### Clasificación a la Copa Libertadores 2008
Argentina tuvo 6 cupos en la Copa Libertadores 2008. Los 4 primeros, que clasificaron a la segunda fase, fueron para Boca Juniors, como campeón de la edición 2007, el campeón del Torneo Apertura 2006, el campeón del Torneo Clausura 2007, y el mejor ubicado en esta tabla. Los 2 cupos restantes, que clasificaron a la primera fase, fueron para el segundo y el tercero mejor ubicado de esta tabla.
| Pos. | Equipo                  | Pts. | PJ | PG | PE | PP | GF | GC | Dif. |
| ---- | ----------------------- | ---- | -- | -- | -- | -- | -- | -- | ---- |
| 1.º  | Boca Juniors            | 83   | 38 | 25 | 8  | 5  | 79 | 37 | 42   |
| 2.º  | Estudiantes (LP)        | 81   | 38 | 24 | 9  | 5  | 63 | 29 | 34   |
| 3.º  | San Lorenzo             | 73   | 38 | 22 | 7  | 9  | 64 | 50 | 14   |
| 4.º  | River Plate             | 71   | 38 | 20 | 11 | 7  | 59 | 33 | 26   |
| 5.º  | Arsenal                 | 62   | 38 | 17 | 11 | 10 | 57 | 46 | 11   |
| 6.º  | Lanús                   | 59   | 38 | 16 | 11 | 11 | 50 | 43 | 7    |
| 7.º  | Independiente           | 57   | 38 | 16 | 9  | 13 | 56 | 48 | 8    |
| 8.º  | Vélez Sarsfield         | 56   | 38 | 15 | 11 | 12 | 47 | 44 | 3    |
| 9.º  | Rosario Central         | 52   | 38 | 15 | 7  | 16 | 45 | 43 | 2    |
| 10.º | Racing Club             | 49   | 38 | 12 | 13 | 13 | 50 | 49 | 1    |
| 11.º | Argentinos Juniors      | 46   | 38 | 11 | 13 | 14 | 43 | 45 | −2   |
| 12.º | Colón                   | 46   | 38 | 12 | 10 | 16 | 48 | 58 | −10  |
| 13.º | Gimnasia y Esgrima (J)  | 43   | 38 | 12 | 7  | 19 | 30 | 41 | −11  |
| 14.º | Nueva Chicago           | 43   | 38 | 11 | 10 | 17 | 39 | 60 | −21  |
| 15.º | Godoy Cruz              | 42   | 38 | 10 | 12 | 16 | 43 | 48 | −5   |
| 16.º | Belgrano                | 41   | 38 | 10 | 11 | 17 | 42 | 51 | −9   |
| 17.º | Gimnasia y Esgrima (LP) | 40   | 38 | 11 | 7  | 20 | 40 | 68 | −28  |
| 18.º | Banfield                | 39   | 38 | 9  | 12 | 17 | 43 | 56 | −13  |
| 19.º | Newell's Old Boys       | 35   | 38 | 9  | 11 | 18 | 42 | 58 | −16  |
| 20.º | Quilmes                 | 21   | 38 | 5  | 6  | 27 | 41 | 74 | −33  |

|  | Campeón de la Copa Libertadores 2007.                                                    |
|  | Campeones de la temporada y clasificados a la segunda fase de la Copa Libertadores 2008. |
|  | Clasificado a la segunda fase de la Copa Libertadores 2008.                              |
|  | Clasificados a la primera fase de la Copa Libertadores 2008.                             |

| 1. 2. 3. 4. |

## Tabla de descenso
| Pos. | Equipo                  | Promedio | 2004-05 | 2005-06 | 2006-07 | Total | PJ  |
| ---- | ----------------------- | -------- | ------- | ------- | ------- | ----- | --- |
| 1.º  | Boca Juniors            | 1,877    | 48      | 83      | 83      | 214   | 114 |
| 2.º  | Estudiantes (LP)        | 1,701    | 61      | 52      | 81      | 194   | 114 |
| 3.º  | River Plate             | 1,692    | 60      | 62      | 71      | 193   | 114 |
| 4.º  | Vélez Sarsfield         | 1,640    | 73      | 58      | 56      | 187   | 114 |
| 5.º  | San Lorenzo             | 1,587    | 52      | 56      | 73      | 181   | 114 |
| 6.º  | Lanús                   | 1,500    | 54      | 58      | 59      | 171   | 114 |
| 7.º  | Gimnasia y Esgrima (LP) | 1,429    | 54      | 69      | 40      | 163   | 114 |
| 8.º  | Independiente           | 1,412    | 49      | 55      | 57      | 161   | 114 |
| 9.º  | Arsenal                 | 1,403    | 54      | 44      | 62      | 160   | 114 |
| 10.º | Rosario Central         | 1,385    | 61      | 45      | 52      | 158   | 114 |
| 11.º | Banfield                | 1,377    | 59      | 59      | 39      | 157   | 114 |
| 12.º | Racing Club             | 1,324    | 58      | 44      | 49      | 151   | 114 |
| 13.º | Newell's Old Boys       | 1,307    | 60      | 51      | 35      | 149   | 114 |
| 14.º | Colón                   | 1,272    | 53      | 46      | 46      | 145   | 114 |
| 15.º | Gimnasia y Esgrima (J)  | 1,236    | –       | 51      | 43      | 94    | 76  |
| 16.º | Argentinos Juniors      | 1,219    | 43      | 50      | 46      | 139   | 114 |
| 17.º | Nueva Chicago           | 1,131    | –       | –       | 43      | 43    | 38  |
| 18.º | Godoy Cruz              | 1,105    | –       | –       | 42      | 42    | 38  |
| 19.º | Belgrano                | 1,078    | –       | –       | 41      | 41    | 38  |
| 20.º | Quilmes                 | 0,912    | 44      | 39      | 21      | 104   | 114 |

|  | Jugaron una promoción con dos equipos de la Primera B Nacional. |
|  | Descendieron a la Primera B Nacional.                           |

## Promociones
| Huracán                                                     | 2 - 0 | Godoy Cruz | Tomás Adolfo Ducó   | 20 de junio | 19:30 |
| Godoy Cruz                                                  | 2 - 3 | Huracán    | Malvinas Argentinas | 24 de junio | 15:00 |
| Huracán ascendió a Primera División con un global de 5 - 2. |       |            |                     |             |       |

| Tigre                                                     | 1 - 0 | Nueva Chicago | Monumental de Victoria | 21 de junio | 15:00 |
| Nueva Chicago                                             | 0 - 2 | Tigre         | Nueva Chicago          | 25 de junio | 15:00 |
| Tigre ascendió a Primera División con un global de 3 - 0. |       |               |                        |             |       |

1. ↑  Suspendido luego de que simpatizantes de Nueva Chicago invadieran el campo de juego y agredieran a la parcialidad de Tigre a los 90+3', con el resultado 1-2.[2] El 3 de octubre, el Tribunal de Disciplina le otorgó la victoria a Tigre por 2 a 0.[3]

## Descensos y ascensos
Por segunda vez en el historial, perdieron la categoría cuatro equipos en la misma temporada, ya que Belgrano y Quilmes descendieron directamente a la Primera B Nacional, mientras que Godoy Cruz y Nueva Chicago también lo hicieron al perder sus respectivas promociones. Fueron reemplazados por Olimpo, San Martín de San Juan, Huracán y Tigre para el campeonato 2007-08.